# Harold Mattingly
Harold Mattingly (* 24. Dezember 1884 in Sudbury; † 26. Januar 1964 in Chesham) war ein britischer Numismatiker. Er galt als einer der herausragendsten Vertreter seines Faches im 20. Jahrhundert, insbesondere im Bezug auf die römische Münzprägung.

## Leben
Harold Mattingly studierte von 1903 bis 1907 am Gonville and Caius College der University of Cambridge. Er schloss sein Studium mit dem Mastergrad ab und ging noch 1907 als Stipendiat des Craven University scholarship an die Berliner Universität und dann an die Universität Freiburg, wo er bis 1909 bei Eduard Meyer und Ernst Fabricius studierte. 1909/10 war er Fellow seines Colleges in Cambridge. Obwohl er mit dem Thirlwall-Preis ausgezeichnet wurde, sah Mattingly in Cambridge keine Zukunft für sich. 1910 wurde er Assistant Keeper am Department of Printed Books des British Museum. 1912 wechselte er an das Department of Coins and Medals, wo er bis zu seinem Ausscheiden aus dem aktiven Dienst 1948 bleiben sollte und seine Bestimmung fand. Er bearbeitete zunächst die römischen Münzen des Museums. 1923 wurde der erste Band publiziert, bis 1962 kamen weitere fünf Bände hinzu, die unter Mattinglys Leitung entstanden. Zudem beteiligte er sich intensiv an der systematischen Aufarbeitung der römischen Münzen im mehrbändigen Sammelwerk Roman Imperial Coinage. Mit Edward A. Sydenham beziehungsweise Carol H. V. Sutherland bearbeitete und publizierte er sechs der Bände, drei weitere gab er heraus. Unterbrochen wurde diese Arbeit einzig von 1914 bis 1918 vom Ersten Weltkrieg, wo er im Postal Censorship Bureau tätig war. 1954/55 war Mattingly Gastprofessor an der University of Otago.
Mattingly wurde vielfach für sein Wirken ausgezeichnet und mit hohen und ehrenden Ämtern bedacht. Von 1942 bis 1948 war er Präsident der Royal Numismatic Society, in der er seit 1912 Mitglied war, und gab von 1936 bis 1952 auch den Numismatic Cronicle heraus. Ihm wurden die beiden wichtigsten internationalen numismatischen Auszeichnungen zuerkannt, 1938 die Archer M. Huntington Medal, 1941 die Medaille der Royal Numismatic Society. 1946 wurde er Fellow der British Academy, 1960 Commander of the Order of the British Empire. Von der neuseeländischen University of Otago wurde Mattingly zum Ehrendoktor ernannt. Als Übersetzer übertrug er die Werke Agricola und Germania des Tacitus ins Englische. Er beschäftigte sich auch mit der römischen Geschichte, zu der er vor allem in der Frühzeit seiner Karriere publizierte.
Sein Sohn war der Althistoriker und Numismatiker Harold B. Mattingly.

## Schriften
- Coins of the Roman Empire in the British Museum. 6 Bände. British Museum, London 1923–1962.
- mit Edward A. Sydenham: Roman Imperial Coinage. 10 Bände. Spink, London 1923–1994.
- Roman Coins from the Earliest Times to the Fall of the Western Empire. Methuen & Co., London 1928, (2nd edition, revised and reset. ebenda 1960).
- mit Edward S. G. Robinson: The Date of the Roman Denarius and Other Landmarks in Early Roman Coinage. In: Proceedings of the British Academy. Bd. 18, 1933, ISSN 0068-1202, S. 211–268, (Sonderabdruck: Milford, London 1933).
- Some New Studies of the Roman Republican Coinage. In: Proceedings of the British Academy. Bd. 39, 1953, S. 239–285.